# 無鱗平背䲁
無鱗平背䲁（學名：Stathmonotus gymnodermis），為條鰭魚綱䲁形目煙管䲁科平背䲁屬的一個種，分布於西大西洋巴哈馬、波多黎各至南美洲北部海域，深度0至5公尺，本魚細長，頭短而鈍，嘴大而斜，前鰓蓋骨的後緣被皮膚覆蓋，前鼻孔有觸鬚，眼睛上方和頸背上無觸鬚，背鰭軟條43-45枚、臀鰭硬棘2枚、臀鰭軟條20-23枚，體色紅棕色到綠色到深灰色，有時有深色斑點，或有深色或白色斑點，體長可達4公分，棲息在有珊瑚的石灰岩礁，雌魚產附著性卵，雄魚會守護卵，生活習性不明。